# ورداورد وسطی
ورداورد وسطی، روستایی از توابع بخش مرکزی شهرستان تویسرکان در استان همدان ایران است.

## جمعیت
این روستا در دهستان خرم‌رود قرار دارد و بر اساس سرشماری مرکز آمار ایران در سال ۱۳۹۵، جمعیت آن ۱۶۹ نفر (۷۹ خانوار) بوده‌است.